# Ronde van Frankrijk 2019/Tiende etappe
De tiende etappe van de Ronde van Frankrijk 2019 werd verreden op 15 juli tussen Saint-Flour en Albi in een etappe over ruim 217 kilometer. De finale werd opgefleurd met waaiers, waardoor een aantal favorieten tijd én hun positie in het klassement verloren. 
| Saint-Flour – Albi (217 km) |                   |                       |          |
| Plaats                      | Naam              | Ploeg                 | Tijd     |
| 1                           | Wout van Aert     | Team Jumbo-Visma      | 4u49'39" |
| 2                           | Elia Viviani      | Deceuninck–Quick-Step | z.t.     |
| 3                           | Caleb Ewan        | Lotto Soudal          | z.t.     |
| 4                           | Michael Matthews  | Team Sunweb           | z.t.     |
| 5                           | Peter Sagan       | BORA-hansgrohe        | z.t.     |
| 6                           | Jasper Philipsen  | UAE Team Emirates     | z.t.     |
| 7                           | Sonny Colbrelli   | Bahrain-Merida        | z.t.     |
| 8                           | Matteo Trentin    | Mitchelton-Scott      | z.t.     |
| 9                           | Oliver Naesen     | AG2R La Mondiale      | z.t.     |
| 10                          | Greg Van Avermaet | CCC Team              | z.t.     |
|                             |                   |                       |          |
| 17                          | Cees Bol          | Team Sunweb           | z.t.     |

| Algemeen klassement |                    |                       |           |
| Plaats              | Naam               | Ploeg                 | Tijd      |
| 1                   | Julian Alaphilippe | Deceuninck–Quick-Step | 43u27'15" |
| 2                   | Geraint Thomas     | Team INEOS            | + 1'12"   |
| 3                   | Egan Bernal        | Team INEOS            | + 1'16"   |
| 4                   | Steven Kruijswijk  | Team Jumbo-Visma      | + 1'27"   |
| 5                   | Emanuel Buchmann   | BORA-hansgrohe        | + 1'45"   |
| 6                   | Enric Mas          | Deceuninck–Quick-Step | + 1'46"   |
| 7                   | Adam Yates         | Mitchelton-Scott      | + 1'47"   |
| 8                   | Nairo Quintana     | Movistar Team         | + 2'04"   |
| 9                   | Daniel Martin      | UAE Team Emirates     | + 2'09"   |
| 10                  | Giulio Ciccone     | Trek-Segafredo        | + 2'32"   |
|                     |                    |                       |           |
| 19                  | Xandro Meurisse    | Wanty-Gobert          | + 3'42"   |

1e etappe ·
2e etappe ·
3e etappe ·
4e etappe ·
5e etappe ·
6e etappe ·
7e etappe ·
8e etappe ·
9e etappe ·
10e etappe ·
11e etappe ·
12e etappe ·
13e etappe ·
14e etappe ·
15e etappe ·
16e etappe ·
17e etappe ·
18e etappe ·
19e etappe ·
20e etappe ·
21e etappe
Startlijst · Eindstanden · Afbeeldingen